# Comuna Șimonești, Harghita
Șimonești (în maghiară: Siménfalva) este o comună în județul Harghita, Transilvania, România, formată din satele Bențid, Cădaciu Mare, Cădaciu Mic, Cehețel, Chedia Mare, Chedia Mică, Cobătești, Medișoru Mare, Mihăileni, Nicoleni, Rugănești, Șimonești (reședința), Tărcești și Turdeni.

## Demografie
Componența etnică a comunei Șimonești
     Maghiari (89,17%)
     Români (3,92%)
     Romi (2,93%)
     Alte etnii (3,98%)
Componența confesională a comunei Șimonești
     Unitarieni (63,79%)
     Reformați (20,78%)
     Romano-catolici (6,7%)
     Fără religie (1,61%)
     Martori ai lui Iehova (1,38%)
     Alte religii (1,64%)
     Necunoscută (4,1%)
Conform recensământului efectuat în 2021, populația comunei Șimonești se ridică la 3.416 locuitori, în scădere față de recensământul anterior din 2011, când fuseseră înregistrați 3.776 de locuitori. Majoritatea locuitorilor sunt maghiari (89,17%), cu minorități de români (3,92%) și romi (2,93%). Din punct de vedere confesional, majoritatea locuitorilor sunt unitarieni (63,79%), cu minorități de reformați (20,78%), romano-catolici (6,7%), fără religie (1,61%) și martori ai lui Iehova (1,38%), iar pentru 4,1% nu se cunoaște apartenența confesională.

## Politică și administrație
Comuna Șimonești este administrată de un primar și un consiliu local compus din 13 consilieri. Primarul, János Nagy[*], de la Uniunea Democrată Maghiară din România, este în funcție din octombrie 2020. Începând cu alegerile locale din 2024, consiliul local are următoarea componență pe partide politice:
|  | Partid                                 | Consilieri | Componența Consiliului | Componența Consiliului | Componența Consiliului | Componența Consiliului | Componența Consiliului | Componența Consiliului | Componența Consiliului | Componența Consiliului | Componența Consiliului | Componența Consiliului |
|  | -------------------------------------- | ---------- | ---------------------- | ---------------------- | ---------------------- | ---------------------- | ---------------------- | ---------------------- | ---------------------- | ---------------------- | ---------------------- | ---------------------- |
|  | Uniunea Democrată Maghiară din România | 10         |                        |                        |                        |                        |                        |                        |                        |                        |                        |                        |
|  | Alianța Maghiară din Transilvania      | 3          |                        |                        |                        |                        |                        |                        |                        |                        |                        |                        |

## Vezi și
- Ansamblul bisericii reformate din Rugănești
- Biserica unitariană din Șimonești
- Biserica unitariană din Tărcești
- Biserica unitariană din Turdeni
- Biserica unitariană din Mihăileni
- Biserica unitariană din Medișoru Mare
- Porumbeni (sit de importanță comunitară inclus în rețeaua europeană Natura 2000 în România).

## Imagini

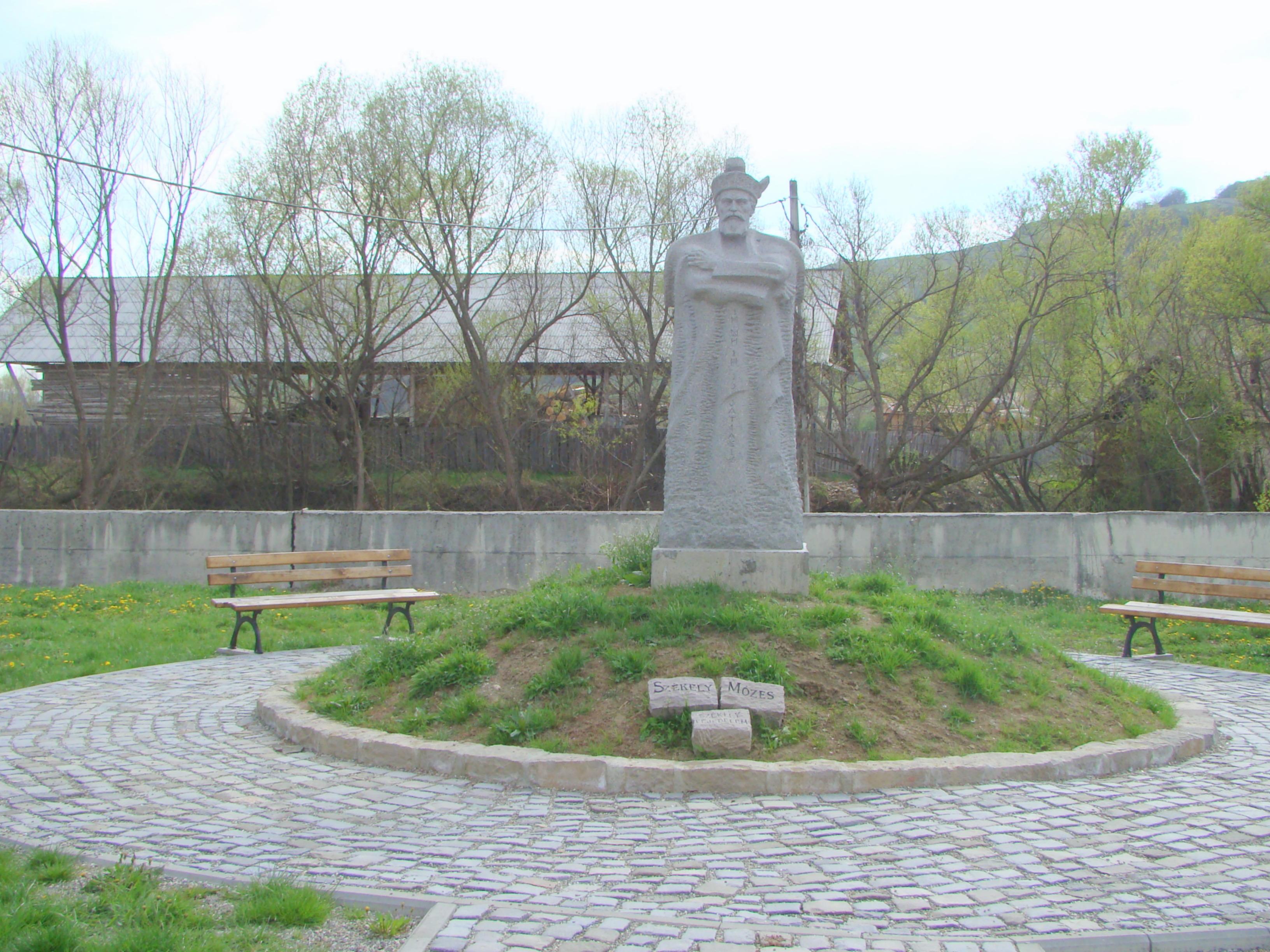
Monumentul lui Moise Székely
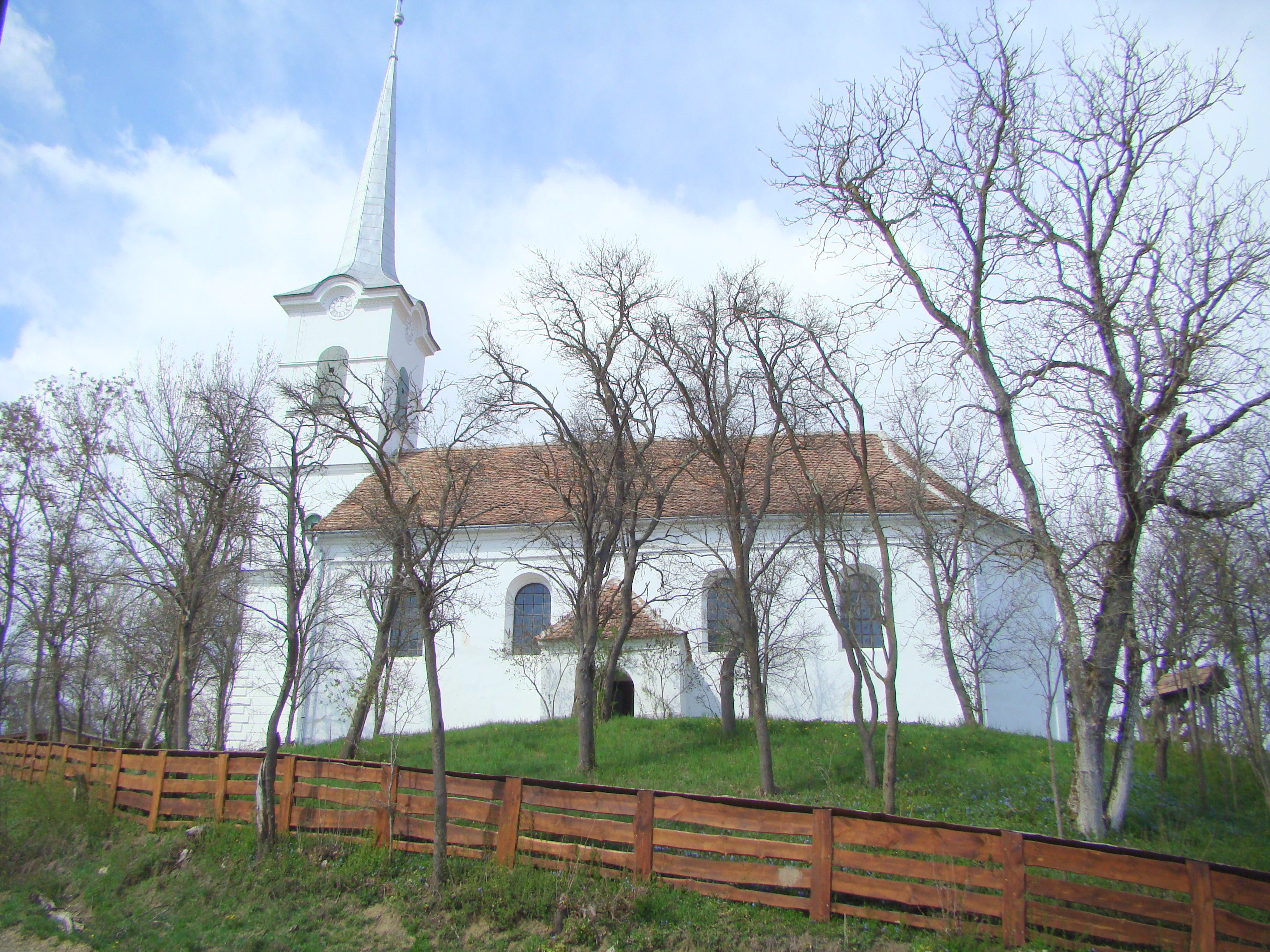
Biserica unitariană din satul Turdeni (monument istoric)
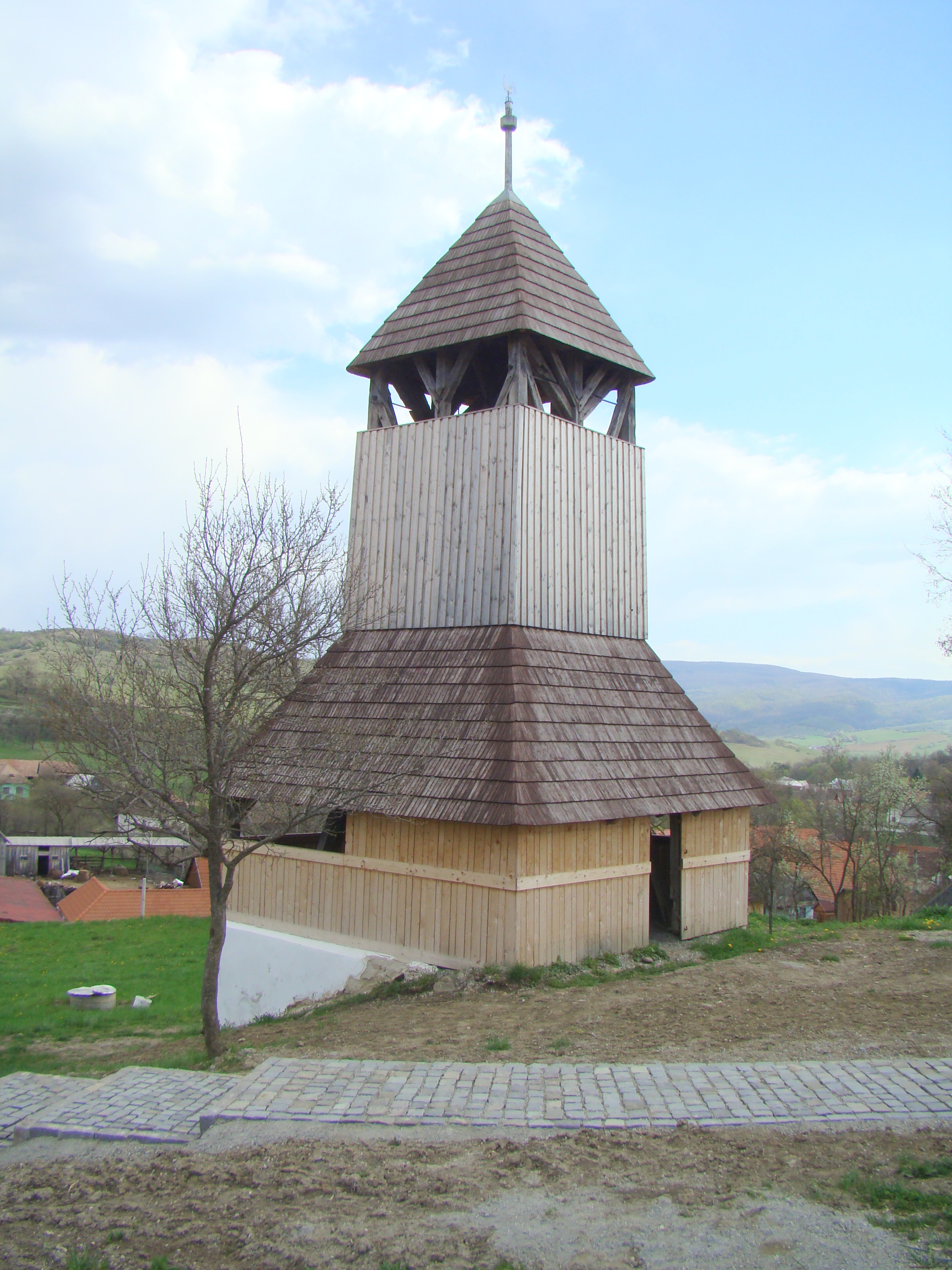
Clopotniţa de lemn a bisericii unitariene din Tărcești (monument istoric)
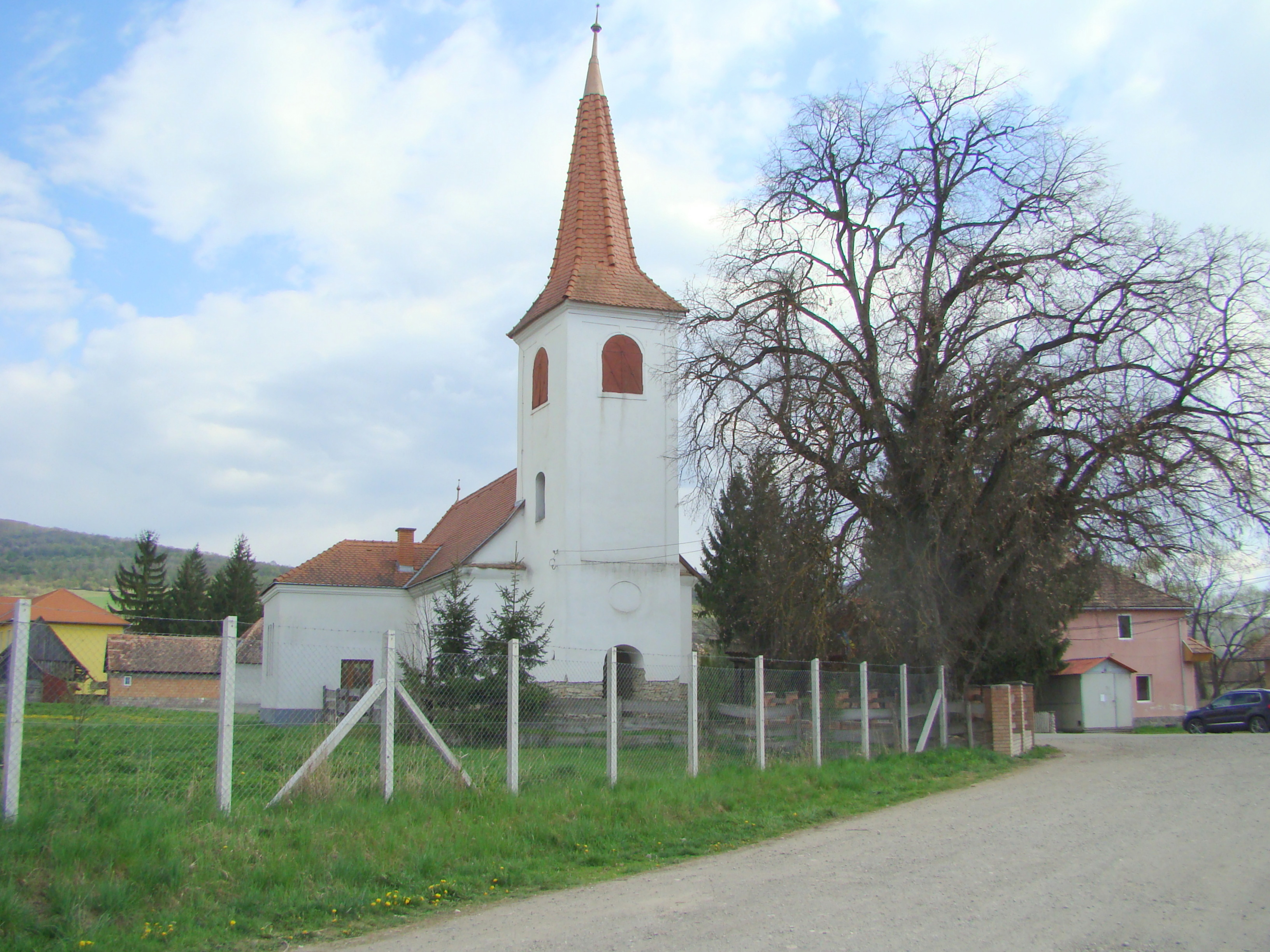
Biserica reformată din satul Șimonești